# Tinder
Tinder é um aplicativo de namoro online e rede geossocial. No Tinder, os usuários "deslizam para a direita" para curtir ou "deslizam para a esquerda" para não gostar dos perfis de outros usuários, que incluem sua foto, uma pequena biografia e uma lista de seus interesses. O Tinder usa um sistema de "double opt-in" em que ambos os usuários devem gostar um do outro antes de poderem trocar mensagens.
Sean Rad fundou o Tinder em 2012 em um hackathon realizado na incubadora de startups Hatch Labs em West Hollywood. Em 2014, o Tinder registrava cerca de um bilhão de "swipes" diários e relatou que os usuários acessavam o aplicativo em média onze vezes por dia. Em 2015, o Tinder foi o quinto aplicativo móvel com maior bilheteria, e em 2019 ultrapassou a Netflix em gastos anuais. Em 2020, o Tinder tinha 6,2 milhões de assinantes e 75 milhões de usuários ativos mensais. Em 2021, o Tinder registrou mais de 65 bilhões de matches em todo o mundo.

## O serviço
Sua interface é constituída de uma sucessão de perfis de outras pessoas. O usuário então desliza o dedo sobre a tela para direita (arrastando o perfil de uma pessoa) se estiver interessado, ou para esquerda, se não estiver interessado. Isso é feito de forma anônima. Pode-se também ver mais fotos e informações, se existirem, de cada pessoa registrada. Quando dois usuários estão mutuamente interessados um pelo outro, eles são informados e podem começar uma conversa.
O aplicativo atingiu, em 2014, 100 milhões de usuários no mundo todo, sendo 10% do Brasil.

## História
O protótipo original do Tinder, chamado 'MatchBox', foi construído durante um hackathon em fevereiro de 2012 por Sean Rad e o engenheiro Joe Munoz. O hackathon foi organizado pela Hatch Labs, uma incubadora de startups sediada em Nova Iorque com um posto avançado em West Hollywood. Percebendo que o nome MatchBox era muito semelhante ao Match.com, Rad, seus cofundadores e primeiros funcionários renomearam a empresa para Tinder. O logotipo com tema de chamas da empresa permaneceu consistente durante todo o rebranding.

### 2012: protótipo e lançamento
Em janeiro de 2012, Rad foi contratado como Gerente Geral do Cardify, um aplicativo de fidelidade de cartão de crédito lançado pela Hatch Labs. Durante um hackathon em seu primeiro mês, ele apresentou a ideia de um aplicativo de namoro chamado Matchbox. Rad e o engenheiro Joe Munoz construíram o protótipo do MatchBox e apresentaram o aplicativo de namoro "double opt-in" em 16 de fevereiro de 2012.
Em março, o cofundador Jonathan Badeen (operador de front-end e mais tarde CSO do Tinder) e Chris Gulczynski (e mais tarde CCO do Tinder) se juntaram à Cardify.
Em maio, enquanto Cardify passava pelo processo de aprovação da App Store da Apple, a equipe se concentrou no MatchBox. Durante o mesmo período, Alexa Mateen (irmã de Justin) e sua amiga, Whitney Wolfe Herd, foram contratadas como representantes de vendas da Cardify.
Em agosto de 2012, o Cardify foi abandonado, o Matchbox foi renomeado para Tinder e o cofundador Justin Mateen (profissional de marketing e mais tarde CMO do Tinder) ingressou na empresa.
Em setembro de 2012, o Tinder foi lançado na App Store. Foi então lançado em vários campi universitários e começou a se expandir rapidamente.

### 2013: desenvolvimento doswipe
Em maio de 2013, o Tinder ficou entre os 25 principais sítios de redes sociais de acordo com os dados do aplicativo. A função de seleção do Tinder, que inicialmente era baseada em cliques, evoluiu para o recurso de swipe da empresa. O recurso foi estabelecido quando Rad e Badeen, interessados em gamificação — modelaram o recurso a partir de um baralho de cartas. Badeen então simplificou a ação após o julgamento em um espelho de banheiro. O Tinder foi creditado por popularizar o recurso de swipe, hoje utilizado por muitas outras empresas.

### 2014–2016: crescimento
Em outubro de 2014, os usuários do Tinder completaram mais de um bilhão de swipes por dia, produzindo cerca de doze milhões de matches por dia. A essa altura, o usuário médio do Tinder geralmente gastava cerca de 90 minutos por dia no aplicativo.
O fundador Sean Rad atuou como CEO do Tinder até março de 2015, quando foi substituído pelo ex-executivo do eBay e da Microsoft, Chris Payne. Rad retornou como CEO em agosto de 2015.
Em 2015, o Tinder lançou sua função "Rewind", sua função "Super Like" e aposentou seus recursos "Moments" e "Last Active". Em janeiro de 2015, o Tinder adquiriu a Chill, os desenvolvedores do Tappy, um mensageiro móvel que usa "imagens e efemeridade".
Em 2016, o Tinder era o aplicativo de namoro mais popular nos Estados Unidos, com 25,6% de participação de mercado de usuários mensais. Na chamada de resultados do terceiro trimestre da empresa, o CEO do Match Group, Greg Blatt, descreveu o popular aplicativo de namoro Tinder como um "foguete" e o "futuro deste negócio."
Em setembro de 2016, a empresa também iniciou o teste de sua funcionalidade "Boost" na Austrália. O recurso foi lançado para todos os usuários em outubro daquele ano.
Em outubro de 2016, o Tinder anunciou a abertura de seu primeiro escritório no Vale do Silício na esperança de recrutar funcionários técnicos de forma mais eficaz.
Em novembro de 2016, o Tinder introduziu mais opções para seleção de gênero.
Em dezembro de 2016, Greg Blatt, CEO e presidente da empresa controladora do Tinder, Match Group, assumiu o cargo de CEO interino do Tinder. Sean Rad deixou o cargo de CEO do Tinder, tornando-se presidente da empresa.

### 2017: fusão da Match com o Tinder
O Tinder teve receita anual de US$ 403 milhões e respondeu por 31% da receita anual de 1,28 bilhão de dólares do Match Group em 2017. No mesmo ano, o Tinder ultrapassou a Netflix como o aplicativo de maior bilheteria na loja de aplicativos. O valor de mercado do Match Group em 28 de dezembro de 2017 era de 10,03 bilhões de dólares.
Em 2017, o Tinder permaneceu como o maior ganhador do Match Group em seu portfólio.
Em março de 2017, o Tinder lançou o Tinder Online, uma versão otimizada para a web do aplicativo de namoro. Inicialmente, estava disponível apenas na Argentina, Brasil, Colômbia, Indonésia, Itália, México, Filipinas e Suécia e não incluía recursos especiais como "Super Likes" ou "Tinder Boost". O Tinder Online foi lançado globalmente em setembro de 2017. Durante o lançamento da versão oficial da web, o Tinder tomou medidas legais para encerrar aplicativos de terceiros que fornecem uma extensão da web para usar o aplicativo Tinder em um computador desktop.
Em julho de 2017, o Match Group se fundiu com o Tinder por aproximadamente três bilhões de dólares.
Em agosto de 2017, foi lançado o Tinder Gold, um serviço exclusivo para membros com recursos exclusivos. O Tinder Gold se tornou um sucesso instantâneo, aumentando a receita total do Match Group em 19% em relação a 2016. Esse aumento na receita e nos lucros ocorreu quando a contagem de membros pagos do Tinder aumentou um recorde de 476 mil para mais de 2,5 milhões, impulsionado por mudanças de produtos e melhorias tecnológicas. A popularidade do Tinder Gold levou a um aumento nas ações do Match Group e a preços recordes de ações. Greg Blatt, então CEO do Match Group, chamou o desempenho do Tinder de "fantástico" e afirmou que a empresa estava impulsionando a maior parte do crescimento do Match Group no final de 2017.
Blatt renunciou ao Match Group e ao Tinder em 2017 após alegações de assédio sexual. Ele foi substituído por Elie Seidman.

### 2018–2019
Em 2018, o Tinder teve receita anual de 805 milhões de dólares e respondeu por 48% da receita anual de 1,67 bilhão de dólares do Match Group em 2018. O valor de mercado do Match Group em 30 de dezembro de 2018 era de 15,33 bilhões de dólares.
Em 6 de agosto de 2018, o Tinder tinha mais de 3,7 milhões de assinantes pagos, um aumento de 81% em relação ao mesmo trimestre de 2017. Em 21 de agosto de 2018, o Tinder lançou a Tinder University, um recurso que permite que estudantes universitários se conectem com outros estudantes em seu campus e em escolas próximas.
Em 2019, o Tinder teve receita anual de 1,152 bilhão de dólares e respondeu por 58% da receita anual total de dois bilhões de dólares do Match Group em 2019. O valor de mercado do Match Group em 30 de dezembro de 2019 era de 21,09 bilhões de dólares.
Em 10 de maio, foi relatado que o Tinder estava planejando uma versão mais leve do aplicativo chamado Tinder Lite, destinado a mercados em crescimento, onde o uso de dados, largura de banda e espaço de armazenamento são uma preocupação.
Em 6 de agosto, o Tinder tinha 5,2 milhões de assinantes pagantes no final do segundo trimestre de 2019, um aumento de 1,5 milhão em relação ao trimestre do ano anterior e de 503 mil em relação ao primeiro trimestre de 2019. O Tinder se tornou o aplicativo não relacionado a jogos de maior bilheteria, batendo Netflix. O crescimento de assinantes do Tinder levou as ações do Match Group ao melhor ganho em um único dia de sua história em 7 de agosto, adicionando mais de cinco bilhões de dólares à capitalização de mercado da empresa.
Em 12 de setembro, o Tinder relançou o Swipe Night, uma série interativa onde os usuários tomam decisões seguindo um enredo. O Swipe Night havia sido lançado anteriormente em outubro de 2019. Estava programado para ser lançado internacionalmente em março de 2020, mas foi adiado para setembro devido à pandemia de COVID-19. O lançamento internacional do Swipe Night incluiu vários países e idiomas. As três principais decisões tomadas em cada episódio da série interativa são exibidas no perfil do usuário e podem ser usadas para correspondência de potencial.
Em 2019, o Tinder teve receita anual de 1,2 bilhão de dólares.

### 2020
Em 2020, o Tinder teve receita anual de 1,355 bilhão de dólares e foi responsável por 58% da receita de 2,34 bilhões de dólares do Match Group em 2020. O valor de mercado do Match Group em 23 de dezembro de 2020 era de 40,45 bilhões de dólares.
Em janeiro de 2020, a administração do Tinder ativou um botão de pânico e tecnologia anti-catfishing para melhorar a segurança dos usuários dos EUA. No futuro, esses recursos devem se tornar disponíveis globalmente. Se algo der errado em um encontro, um usuário pode apertar um botão de pânico, transmitir dados de localização precisos e ligar para serviços de emergência. Para usar esse recurso, os usuários devem baixar e instalar o aplicativo Noonlight. Além disso, antes de ir a uma reunião, os usuários são obrigados a tirar selfies para provar que suas fotos nos perfis do Tinder correspondem às suas identidades reais.
Em resposta à pandemia global do COVID-19, em março de 2020, o Tinder disponibilizou temporariamente o recurso Passport gratuitamente para todos os seus usuários em todo o mundo, normalmente acessível apenas por usuários assinantes.
Em agosto, o Tinder revelou planos para seu plano de assinatura Platinum, que oferece valor adicional além do atual plano de assinatura Gold do Tinder. No mesmo mês, Jim Lanzone assumiu o cargo de CEO.
Em 1.º de setembro, o Tinder foi banido no Paquistão em uma repressão ao que o governo paquistanês considerava "conteúdo imoral".
Em 4 de novembro, o Tinder informou que teve um desempenho melhor do que o esperado para os ganhos do terceiro trimestre, o aplicativo teve um crescimento de receita e um aumento de assinantes durante o terceiro trimestre, mesmo estando em plena pandemia. O aplicativo conseguiu aumentar sua base de usuários em 15% desde o terceiro trimestre de 2019 e recebeu um aumento de 16% nos assinantes. O Tinder tem 6,6 milhões de assinantes em todo o mundo, crescendo desde junho, quando a empresa registrou 6,2 milhões.

### 2021–presente
O valor de mercado do Match Group em 14 de outubro de 2021 era de 44,59 bilhões de dólares.
Em fevereiro de 2021, o Tinder anunciou que lançaria uma gama de acessórios móveis sob a marca Tinder Made. O aplicativo relatou naquele mês um recorde histórico de usuários prontos para "ir a um encontro" em oposição aos bate-papos virtuais e online durante o auge da pandemia nos Estados Unidos. Ele distribuiu pares de kits de teste para algumas partidas para incentivar o comportamento responsável à medida que os usuários começam a se encontrar pessoalmente novamente.
Em março de 2021, o Tinder anunciou um serviço que permitiria aos usuários realizar verificações de antecedentes em possíveis correspondências após um investimento na Garbo, uma empresa que "coleta registros públicos e relatórios de violência ou abuso, incluindo prisões, condenações, ordens de restrição, assédio e outros crimes violentos". A Garbo não divulga acusações de porte de drogas ou infrações de trânsito, alegando encarceramento desproporcional. Este serviço vem com uma taxa que ainda não foi divulgada aos usuários.
Em agosto de 2021, o Tinder anunciou a introdução de um serviço de verificação de identidade disponível para usuários em todo o mundo, a fim de combater o catfishing ou enganar alguém em um relacionamento usando fotos e informações falsas.
Em setembro de 2021, Jim Lanzone anunciou que estava deixando o cargo de CEO para buscar um novo cargo no Yahoo. Isso levou o Tinder a nomear Renate Nyborg como CEO. Ela é a primeira mulher CEO da empresa.
Em dezembro de 2021, Nyborg anunciou que a empresa está trabalhando na criação de um metaverso chamado Tinderverse, uma realidade virtual compartilhada. A empresa também está testando as moedas do aplicativo Tinder Coins que os usuários podem ganhar como recompensa por bom comportamento, permitindo que eles paguem pelos serviços premium da plataforma.